# Heartless (Polo G)
Heartless è un singolo del rapper statunitense Polo G. È stato pubblicato il 20 settembre 2019.

## Tracce
1. Heartless (feat. Mustard) – 3:21

## Classifiche
| Classifica (2020) | Posizione massima |
| ----------------- | ----------------- |
| Stati Uniti       | 103               |